# 郝寿臣
郝寿臣（1886年5月10日—1961年11月26日），名瑞，字寿臣，今河北省香河县人，京剧花脸演员，与金少山有“南金北郝”之誉，与侯喜瑞并称为“净行三杰”。郝寿臣精于曹操戏，享有“活孟德”美誉。
郝寿臣一生仅收弟子七人，1931年收樊效臣，1934年收王永昌，1939年唐景一，1940年收袁世海，1941年收李幼春，1953年收周和桐和王玉让。